# Брама Пекла (національний парк)
Брама Пекла (англ. Hell's Gate National Park) — національний парк у Кенії, є частиною Великої рифтової долини. Заснований 1984 року.

## Географія
Парк знаходиться на висоті 1900 метрів над рівнем моря, його площа 68.25 км². На території парку переважає теплий і сухий клімат. Національний парк розташований в окрузі Накуру в колишній провінції Рифт-Валлі, південніше озера Найваша і приблизно за 90 кілометрів на північний захід від Найробі. У парку розташовані два згаслих вулкана — Олкарія і Гоблі. Також тут зустрічаються обсидіанові форми зі застиглої лави.
Всередині парку знаходиться ущелина Брама Пекла, оточена червоними скелями з двома вулканічними екструзівнимі бісмалітами — Вежею Фішера і Центральною вежею. Від цієї ущелини біля Центральної вежі відходить менша ущелина, що тягнеться на південь, зі стежкою, яка спускається до гарячих джерел з сірчаною водою і камінням, досить гарячим, щоб викликати опіки.

## Історія
Національний парк названий на честь вузького пролому в скелях, по якому колись текла річка в доісторичне озеро, навколо якого селилися люди в далекій давнині. Назву «Брама Пекла» ущелині дали дослідники Фішер і Томсон 1883 року.
Місце дії анімаційного фільму «Король Лев» (1994) багато в чому змодельовано на зразок парку, який відвідали кілька членів головної знімальної групи в рамках роботи над фільмом.

## Фауна
У парку живуть різноманітні види великих тварин, хоча в більшості випадків їх кількість невелика. У парку відсутні великі хижаки, завдяки чому Брама-Пекла є єдиним національним парком у Кенії, де дозволені піші прогулянки. Через це парк є популярним місцем серед туристів. У парку широко поширені даманоподібні, буйволи африканські, зебри бурчеллова, канни звичайні, конгоні, газелі Томсона, газелі Гранта, бородавочники, дікдіки, гієни, бабуїни та верветки. Парк також є місцем проживання сервала і невеликої кількості Oreotragus oreotragus. У парку водиться понад 100 видів птахів, у тому числі падальники, кафрські орли і серпокрильцеві. Історично парк є місцем проживання рідкісного ягнятника.

## Геотермальна електростанція Олкарія
Комплексна геотермальна станція Олкарія, перша у своєму роді в Африці, була побудована 1981 року та отримує геотермальну енергію від гарячих джерел і гейзерів цього району. Пізніше було побудовано ще кілька геотермальних станцій: Олкарія II, Олкарія III і Олкарія IV. Будівництво станції Олкарія V потужністю 140 МВт почалося 2017 року, а закінчено 2019 року. З 2019 року значна частина національного парку «Брама Пекла» перетворилася в промислову зону з безліччю трубопроводів, електростанцій та асфальтованих доріг.

## Галерея

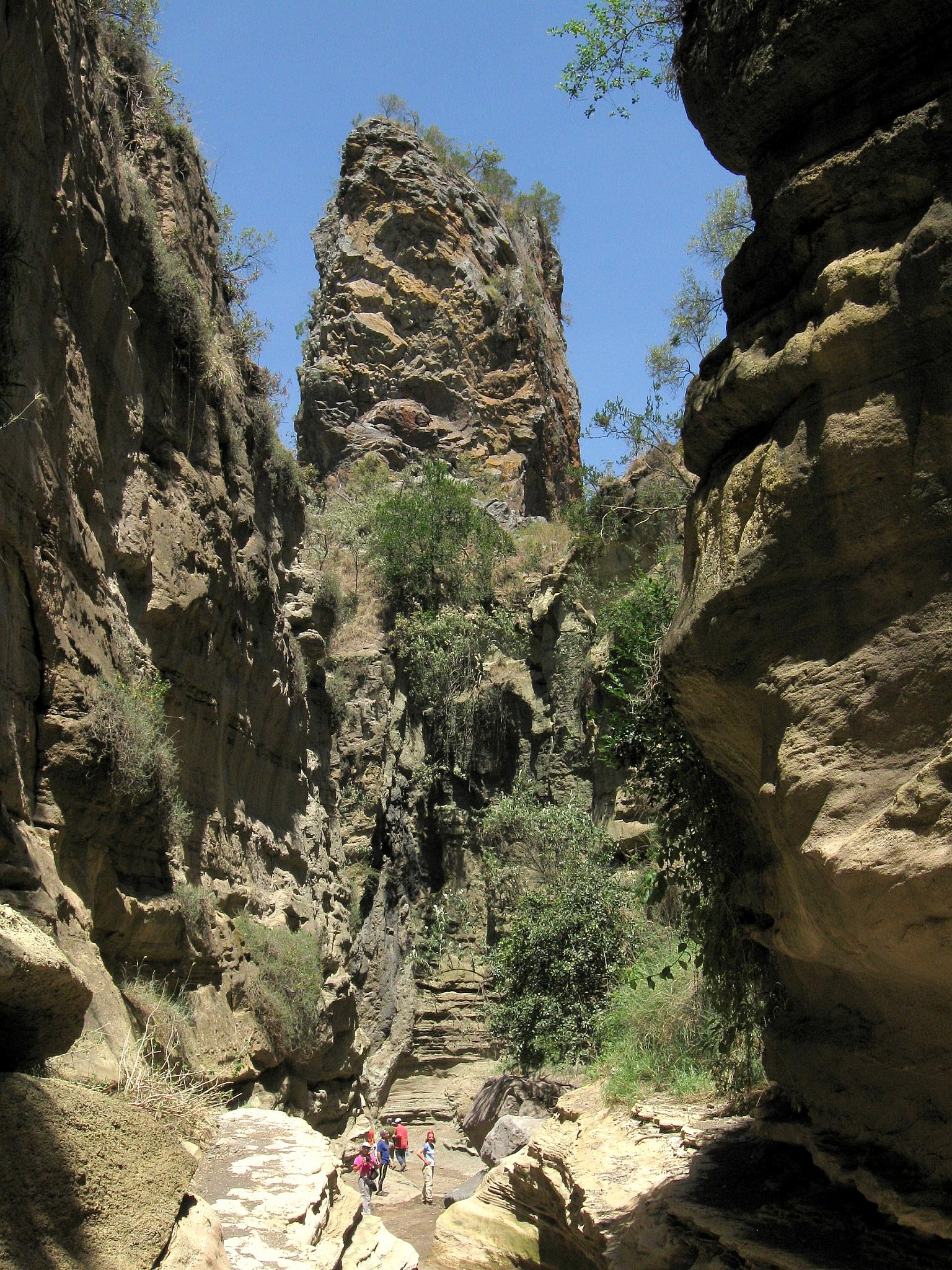
Ущелина
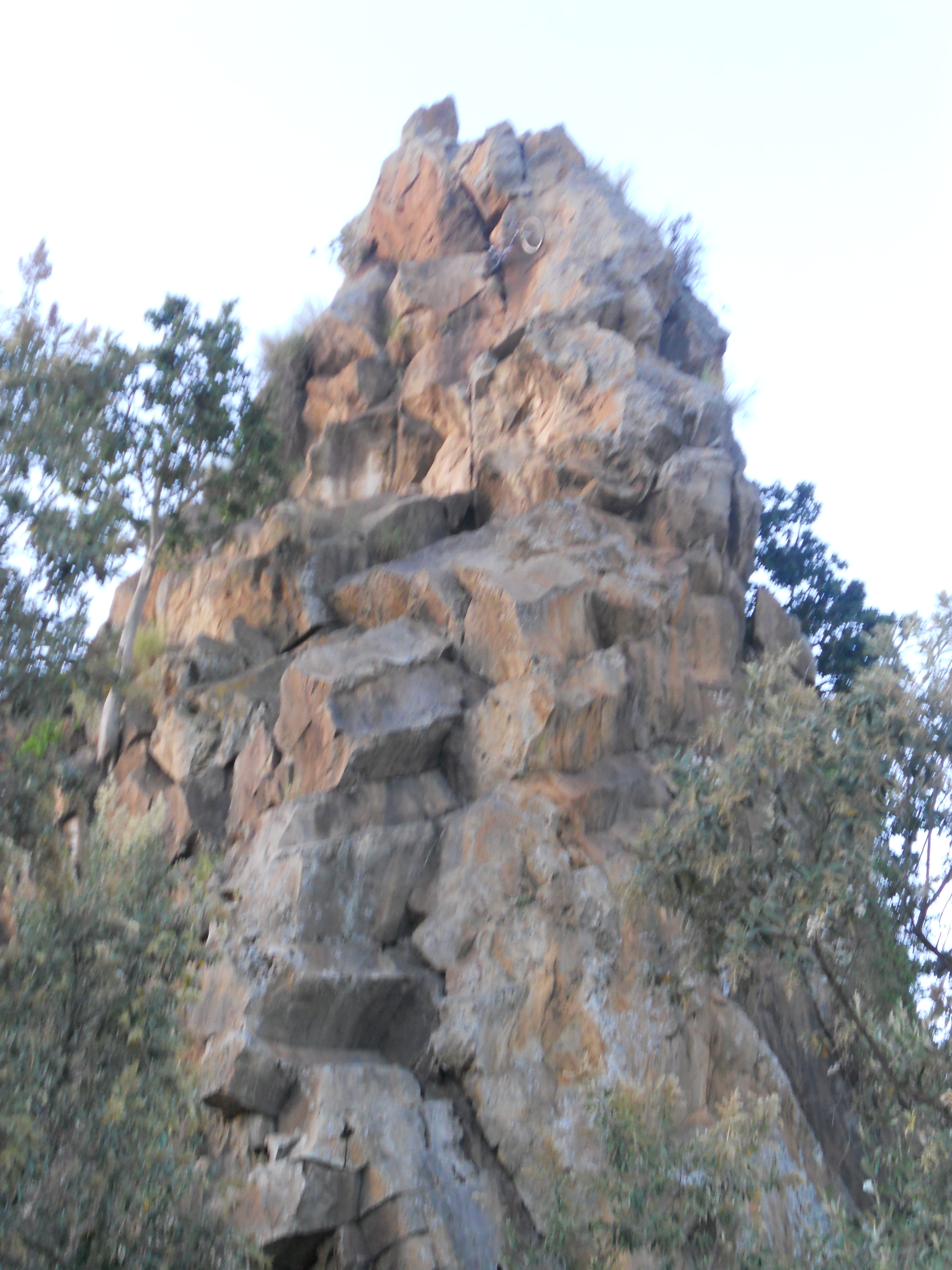
Вежа Фішера
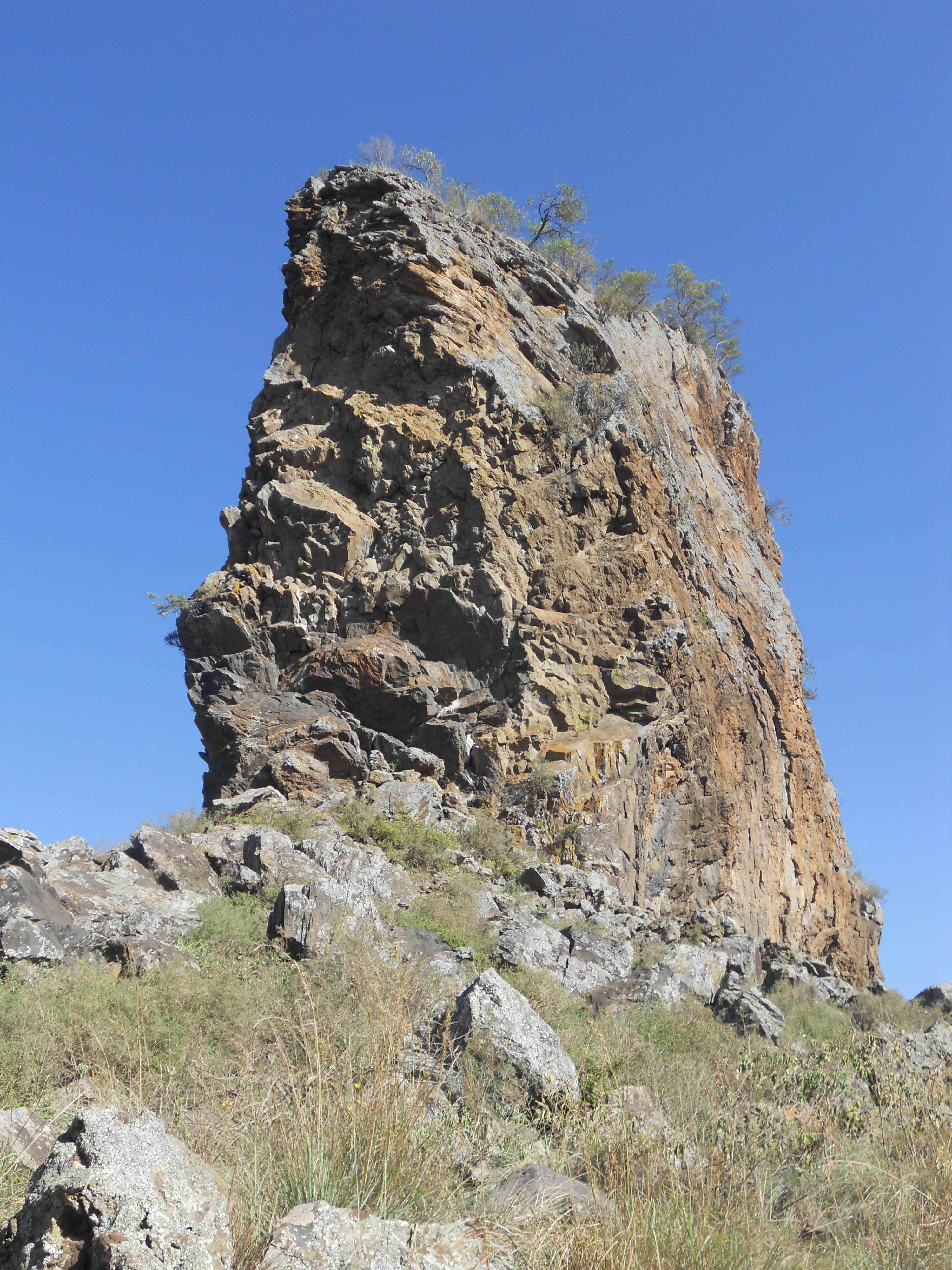
Центральна вежа
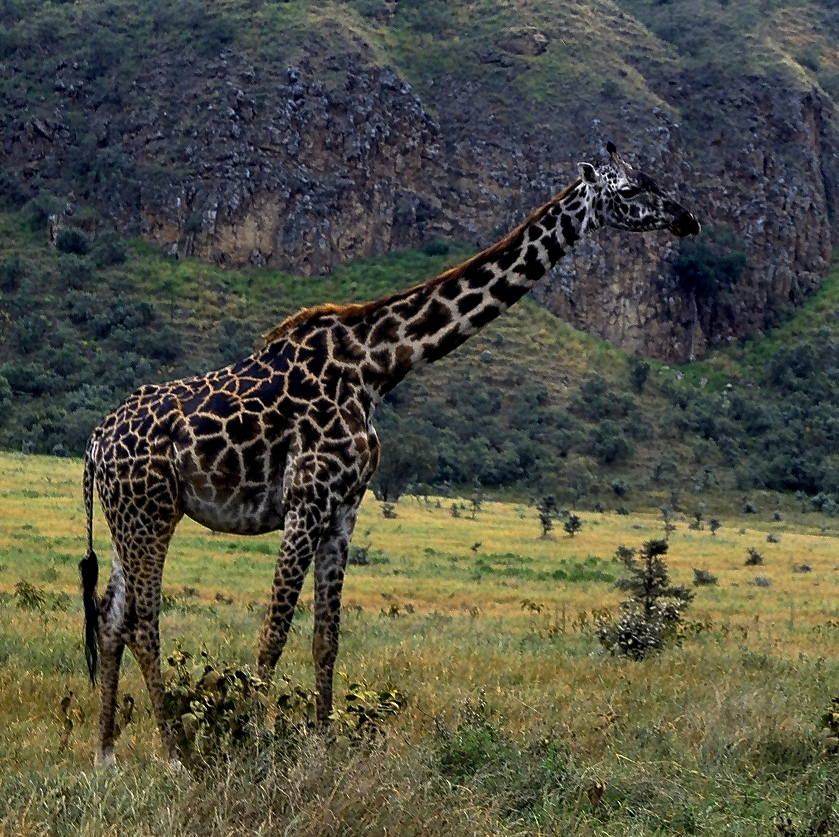
Жирафа масайська
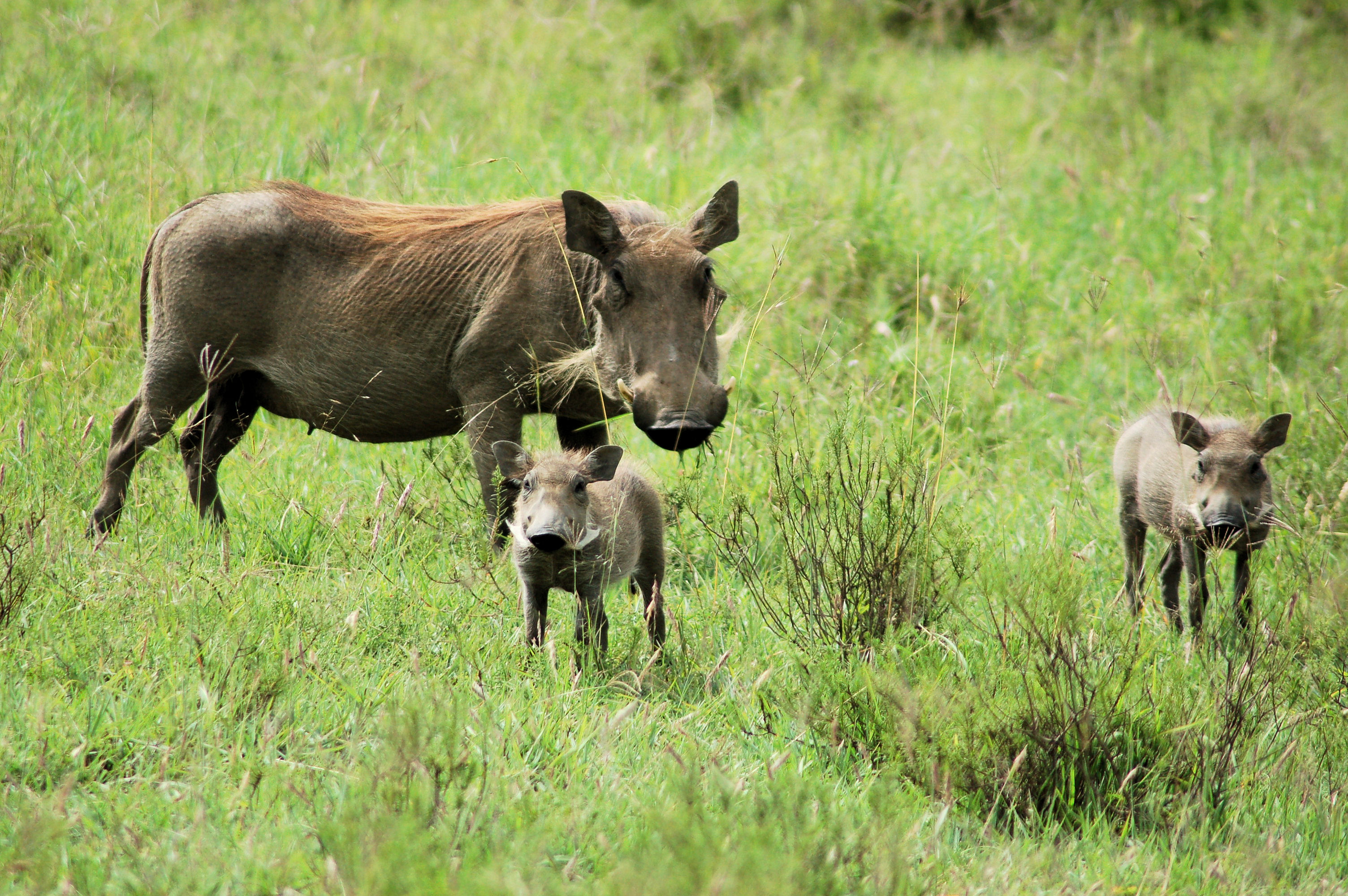
Бородавочник африканський
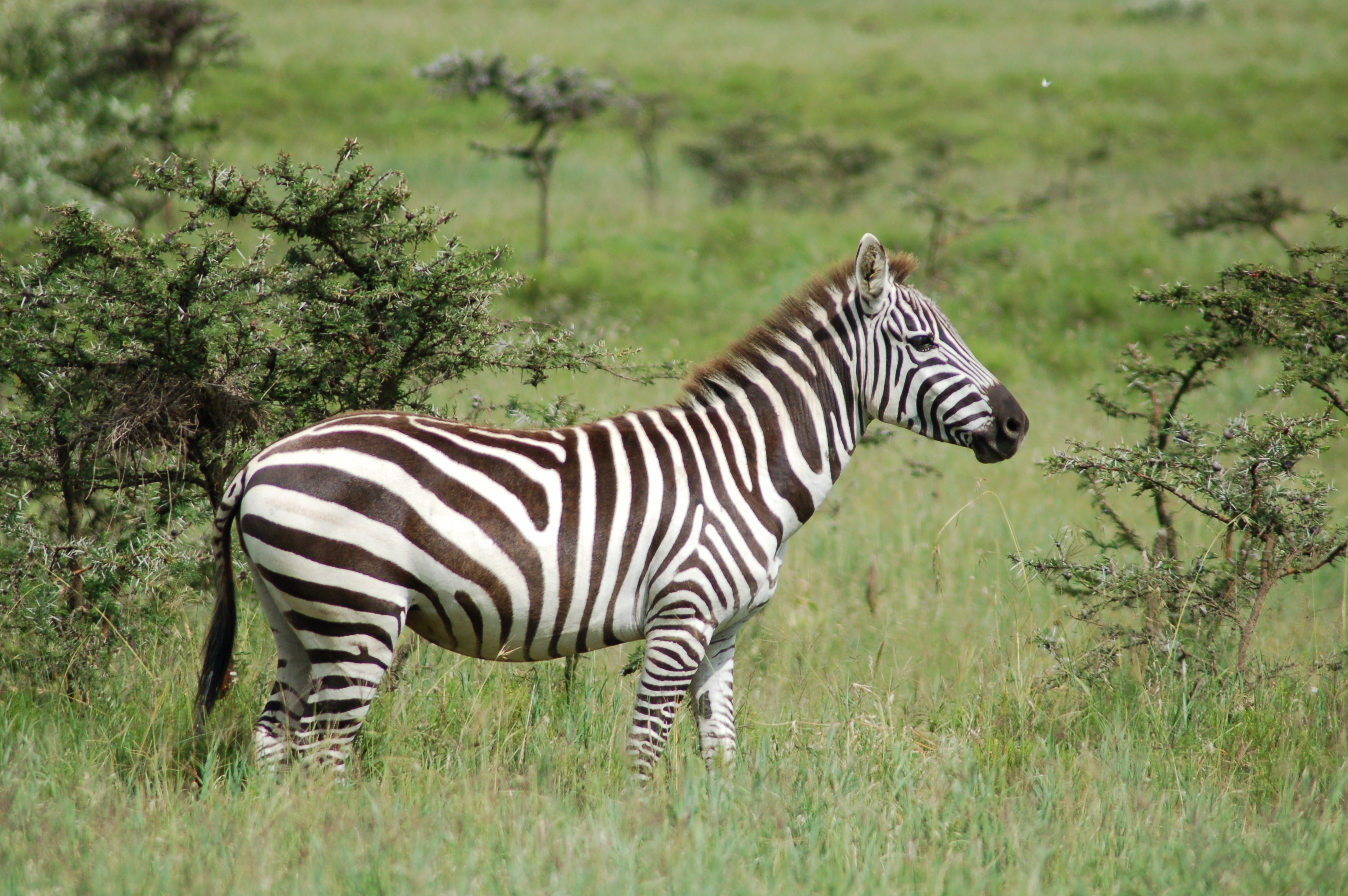
Зебра бурчеллова
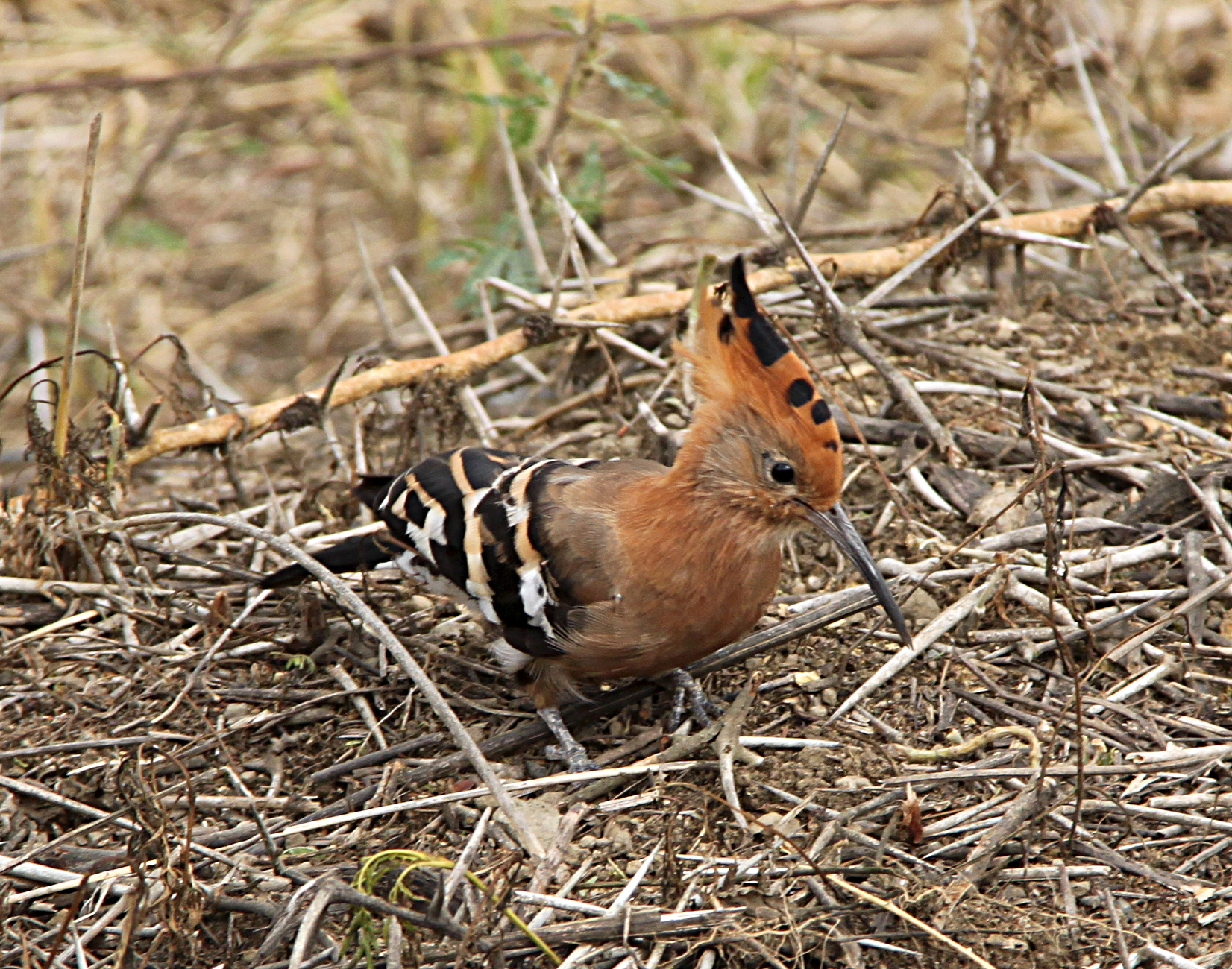
Upupa africana
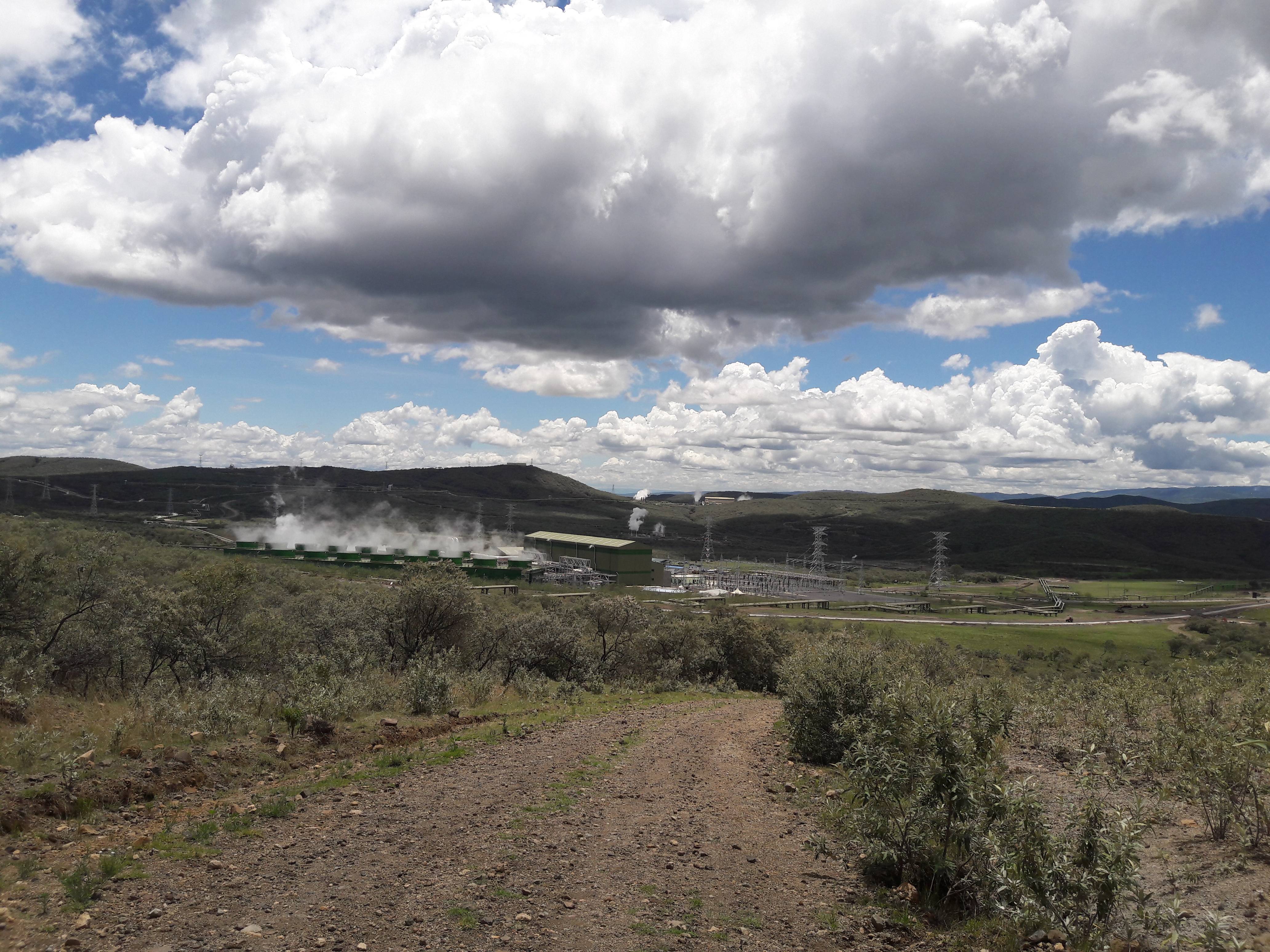
Геотермальна електростанція Олкарія V